# Ernesto Lazzatti
Ernesto Lazzatti (Bahía Blanca, Buenos Aires, 25 de septiembre de 1915 - Buenos Aires, 30 de diciembre de 1988) fue un futbolista y entrenador argentino. Era conocido como el «Pibe de Oro» y se desempeñaba en la posición de mediocampista central. 
Lazzatti dio sus primeros pasos en el Club Atlético Puerto Comercial de Ingeniero White. Luego pasó al Club Atlético Boca Juniors, donde terminó de formarse y donde desarrolló la mayor parte de su carrera. Se caracterizaba por ser un jugador exquisito y que junto con "Lucho" Sosa y Natalio Pescia formaron un mediocampo que quedó no sólo en la historia de Boca Juniors, sino del fútbol argentino.
En el club «xeneize» conquistó un total de 10 títulos y es considerado uno de los ídolos más grandes en la historia del club de la ribera, fue multicampeón como jugador, jugando casi la totalidad de su carrera en el club y además logró ser campeón dirigiendo al equipo.
En su faceta como entrenador, destacó al ser campeón con el club en que había destacado como jugador, al dirigir a Boca Juniors en el año 1954. Aquel título fue de gran importancia, ya que hasta aquel entonces se arrastraba una larga racha sin vueltas olímpicos, además aquel campeonato fue el único que ganaría el «xeneize» en toda la década del 50.

## Biografía

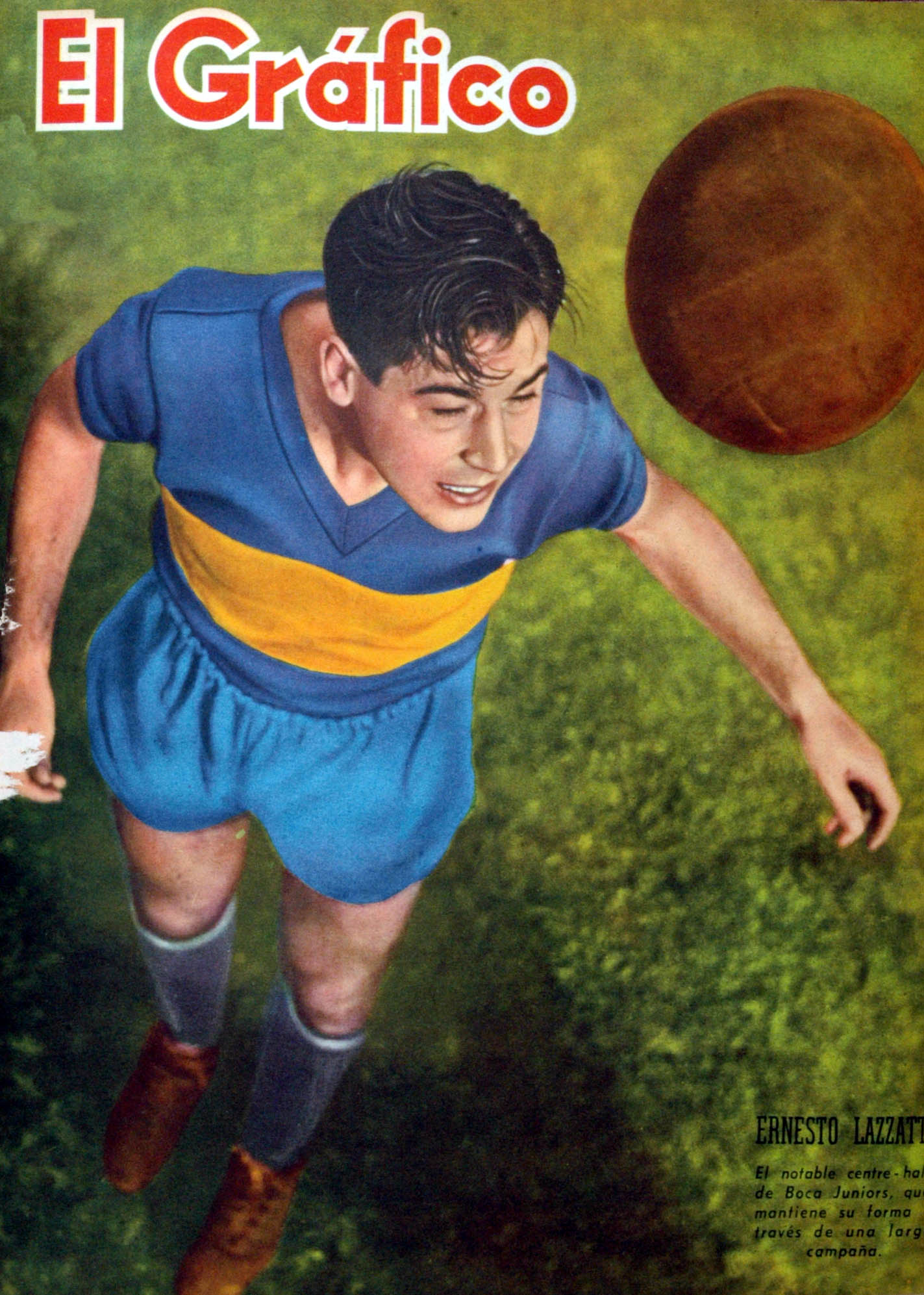
Ernesto Lazzatti (Boca) en 1941.

Nació en Bahía Blanca el 25 de septiembre de 1915, donde da sus primeros pasos en el fútbol en el Club Atlético Puerto Comercial de Ingeniero White. 
Sus destacadas actuaciones le brindan la oportunidad de incorporarse a Boca Juniors en 1933 con tan solo 17 años. Su debut profesional se produce finalmente el 8 de abril de 1934, por la tercera fecha del campeonato, ante Chacarita Juniors. 
Ganó el conjunto «xeneize» por 3 a 2, y a partir de entonces la hinchada lo llamó "El Pibe de Oro".
Ernesto Lazzatti se quedaría durante 14 temporadas en Boca Juniors, equipo con el que lograría el Campeonato de Primera División en 1934, 1935, 1940, 1943 y 1944.
En todos esos años con la cazaca azul y amarilla se ganó el afecto de la gente y de la hinchada, por su juego y por su entrega a la hora de jugar, además de jamás recurrir a la fuerza para realizar quites de balón, ya que en sus 14 años, nunca fue expulsado.
Lazzatti se quedó con el pase libre en 1947 y, a pesar de las ofertas, renunció a jugar en otro equipo argentino. Contando todos los partidos, se fue con un saldo de 503 encuentros, 7 goles y ninguna amonestación ni expulsión. “Me voy a hacer vida de turista –dijo–, porque contra Boca no puedo enfrentarme”. Lo buscaron de Chile y Brasil, pero no se convenció, y cuando estaba por confirmar el retiro, apareció su amigo Severino Varela, el uruguayo apodado La Boina Fantasma, porque acostumbraba a jugar con una boina blanca y aparecer de sorpresa para marcar goles de cabeza, y lo invitó a jugar en Danubio. A Uruguay llegó como una celebridad y cumplió con las expectativas: “Se lo nota entero físicamente y con la calidad esperada –redactaron los medios–. Será vital para esta nueva aventura de Danubio en Primera División”. Debutó en una histórica victoria contra Peñarol, en el primer partido en Primera División en la historia de dicho club, y jugó allí hasta su retiro en 1948, a los 33 años.

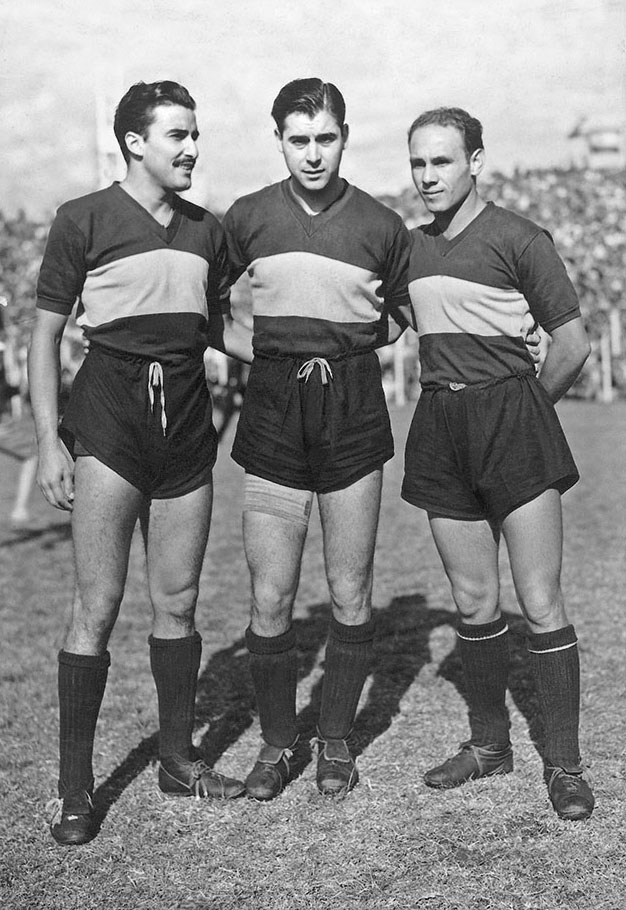
Junto con "Lucho" Sosa y Natalio Pescia, conformaron uno de los mediocampos más emblemáticos en la historia del fútbol argentino.

Lazzatti tomó las riendas del equipo en 1954 y decidió incorporar varios jugadores, pero su mayor acierto fue darle confianza a Julio Elías Musimessi, El Arquero Cantor que popularizó el chamamé que dice “Dale Boca, viva Boca, el cuadrito de mi amor”. Delante de él se destacaban Héctor Otero y Juan Carlos Colman; los mediocampistas eran Pancho Lombardo, Eliseo Mouriño, y Pescia; y los delanteros, largamente criticados, eran pura voluntad: Navarro, Baiocco, Borello, Rosello y Marcarián.
Era un conjunto pragmático y excesivamente defensivo para una época en la que jugar con menos de cinco atacantes manifiestos era una herejía, pero se destacó por su regularidad y le regaló a su hinchada, que colmó todas las canchas, un título luego de una década de abstinencia. El equipo se hizo imparable a partir de la sexta fecha, cuando encadenó seis victorias consecutivas y volvió a ser puntero tras ocho años. Lo de la gente colmando todas las canchas es literal: ese Boca marcó un récord de asistencia y recaudación; vendió más de 900.000 entradas y promedió 30.000 espectadores por partido, cifras que jamás fueron superadas. Se consagró con un 1-0 a Tigre en la Bombonera. “Boca –redactó Frascarita en El Gráfico–, el de los grandes triunfos, fue siempre un cuadro de fútbol práctico, sobrio y vigoroso, con una defensa técnicamente superior al ataque y la delantera en la que hubo ansia y visión de gol”.
Por iniciativa de Dante Panzeri, se acercó al periodismo: “Mi última incursión en el fútbol fue como periodista de El Gráfico. Panzeri y yo habíamos conversado mucho y le expuse mis ideas sobre el periodismo deportivo, sobre lo que yo creía que eran sus fallas y sus creencias. El me dijo que yo tenía la obligación de decir ciertas cosas que sabía sobre fútbol y entonces fui a colaborar con él. Cuando Dante se fue, también yo dejé la revista”. Más tarde escribió para La Prensa y participó en Canal 7 del programa Deporte con opinión.
Alejado del fútbol, siguió con sus negocios hasta su muerte, el 10 de diciembre de 1988, a los 73 años. Lazzatti fue el hilo conductor entre dos equipos históricos, el de 1944 que sirvió de placebo durante los años de sequía y el de 1954 que asentó la popularidad de Boca como el cuadro más convocante. El Pibe de Oro ayudó a enaltecer el club, incluso durante las épocas más difíciles, y se convirtió en un estandarte de su grandeza. Sin pegar una patada de más. Sin la necesidad de entrar en polémicas. Sin un solo grito fuera de tono. Le alcanzó con la soberbia de su humildad.

### Participaciones en la Copa América
| Copa              | Sede      | Resultado |
| ----------------- | --------- | --------- |
| Copa América 1937 | Argentina | Campeón   |

## Clubes
| Club         | País      | Año         | Partidos | Goles |
| ------------ | --------- | ----------- | -------- | ----- |
| Boca Juniors | Argentina | 1934 - 1947 | 379      | 7     |
| Danubio      | Uruguay   | 1947 - 1948 |          |       |

## Palmarés

### Como jugador

#### Campeonatos nacionales
| Título                        | Club         | País      | Año  |
| ----------------------------- | ------------ | --------- | ---- |
| Primera División              | Boca Juniors | Argentina | 1934 |
| Primera División              | Boca Juniors | Argentina | 1935 |
| Primera División              | Boca Juniors | Argentina | 1940 |
| Copa Carlos Ibarguren         | Boca Juniors | Argentina | 1940 |
| Primera División              | Boca Juniors | Argentina | 1943 |
| Primera División              | Boca Juniors | Argentina | 1944 |
| Copa Carlos Ibarguren         | Boca Juniors | Argentina | 1944 |
| Copa de Competencia Británica | Boca Juniors | Argentina | 1946 |

#### Campeonatos internacionales
| Título              | Equipo       | Sede final | Año  |
| ------------------- | ------------ | ---------- | ---- |
| Copa Confraternidad | Boca Juniors | Uruguay    | 1945 |
| Copa Confraternidad | Boca Juniors | Argentina  | 1946 |

| Título       | Selección           | Sede      | Año  |
| ------------ | ------------------- | --------- | ---- |
| Copa América | Selección Argentina | Argentina | 1937 |

### Como entrenador

#### Campeonatos nacionales
| Título           | Club         | País      | Año  |
| ---------------- | ------------ | --------- | ---- |
| Primera División | Boca Juniors | Argentina | 1954 |